# Bandeira de Piraí do Sul
A Bandeira de Piraí do Sul é um dos símbolos oficiais do município, ao lado do brasão e do hino. É possível reproduzir a bandeira de Piraí do Sul em bandeirolas feitas de papel em efemérides comemorativos, sempre em obediência aos seus módulos e suas cores. Foi oficializada por força da Lei Municipal nº 391, de 13 de outubro de 1975.
Suas cores são verde, branco e vermelho, além do brasão no círculo branco. A bandeira atual foi adotada em 1975, com desenho de autoria de Arcinoé Antonio Peixoto de Faria, durante a gestão do prefeito Samuel Milléo. A atual lei dos símbolos municipais, que regulamenta o uso da bandeira municipal encontra-se em vigor desde a mesma época da adoção.

## História

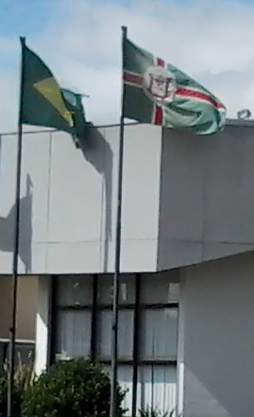
Bandeira de Piraí do Sul hasteada ao lado da bandeira do Brasil.

Em março de 1975, o então prefeito de Piraí do Sul, Samuel Milleo, constituiu um grupo de trabalho para pesquisar sobre o município em prol da criação da Bandeira e do Brasão. A equipe fora formada pelos professores: Daniel Pedro Scaramella, Laís Ephigenia Ressetti, Cecília de Freitas Barbosa e Doutor Odahir Amaral e Silva, sendo presidida por Daniel. Oficialmente o grupo foi instituído pelo prefeito em 6 de março de 1975, através da portaria nº 12.
Os professores buscaram informações sobre a origem histórica, denominações, religião, aspectos geográficos, povo, recursos econômicos, desenvolvimento industrial, comércio, educação e cultura, transportes e outros serviços do município. Baseado no trabalho feito, os símbolos foram criados e após isso foi encaminhado um pedido para a aprovação da Câmara. Posteriormente, uma festa de inauguração dos símbolos foi realizada em praça pública.
Entre outros símbolos o brasão e a bandeira possuem: Uma lança de guerra, simbolizando aquela que foi encontrada na região na época do desbravamento, que provavelmente seria utilizada na guerra das Missões e que foi o suficiente para denominar toda a região do atual município de Piraí do Sul com o nome de Bairro da Lança, o qual foi a primeira denominação da atual cidade. Embora também exista a versão que o nome Bairro da Lança se deve pelo fato de ser o sobrenome de uma das primeiras famílias que habitaram o lugar. Também possuem, o bandeirante na figura de desbravador e conquistador, o gado, o pinheiro.

## Descrição
De acordo com as regras vexilológicas, a bandeira de Piraí do Sul é reproduzida com as dimensões oficiais que adota-se para a bandeira nacional, sendo considerados sete módulos de altura por dez de comprimento.
Seu desenho é composto de um retângulo de proporção largura-comprimento de 7:10. A Bandeira de Piraí do Sul é um retângulo de fundo de sinopla com uma cruz escandinava de goles orlada de argente, constituindo-se de um círculo de argente com o brasão municipal inscrito dentro da esfera.
No que se refere ao brasão que está presente na bandeira do município a Enciclopédia Heráldica Municipalista afirma o seguinte:

## Simbolismo
Cada um dos elementos e cores da bandeira possui um significado próprio:
- Brasão colorido: governo municipal, composto pelos poderes executivo e legislativo, além da comarca.
- Círculo branco: cidade-sede do município.
- Cruz escandinava vermelha com frisos brancos: o poder municipal, o qual irradia na totalidade do território municipal.
- Quartéis verdes: a existência de propriedades rurais no território municipal.
- Verde: honra, cortesia, civilidade, abundância e esperança.
- Branco: paz, trabalho, amizade, prosperidade e pureza.
- Vermelho: dedicação, amor-pátrio, audácia, intrepidez e coragem.

## Protocolo da bandeira apropriado

### Hasteamento, exibição pública e exposição interna
Deve-se hastear a Bandeira de Piraí do Sul de sol a sol, permitindo-se que seja utilizada à noite, uma vez que seja encontrada em iluminação conveniente; normalmente será hasteada às 8 horas e arriada ás 18 horas.
Quando hasteia-se a Bandeira de Piraí do Sul juntamente com a Bandeira do Brasil, será posicionada à esquerda desta; sendo que se for hastear a do Paraná, será posicionada a do Brasil no centro, à direita da de Piraí do Sul à esquerda da do Paraná à esquerda, sendo colocada a do Brasil no mastro mais alto às outras.
Quando distende-se a Bandeira de Piraí do Sul com ausência de mastro, em logradouro público, entre edifícios ou em portas, encompridar-se-à, de maneira que o lado grande do retângulo esteja em sentido paralelo e a coroa mural do brasão, voltando-se para cima.
Quando do seu aparecimento em sala ou salão, por ocasião de reuniões, conferências ou solenidade, distender-se-á a Bandeira de Piraí do Sul no decorrer da parede, na parte traseira da presidência, ou do local da tribuna, sempre na parte superior da cabeça do respectivo indivíduo que ocupa, sendo observado o hasteamento da bandeira, quando coloca-se o estandarte juntamente com as Bandeiras do Brasil e do Paraná.
Por obrigação, hasteia-se a Bandeira de Piraí do Sul nas repartições e próprias do município, nas dos edifícios onde funcionem as sedes da Procuradoria Geral do Município, das Secretarias Municipais e das Autarquias e Fundações isoladamente, durante nos datas festivos ou luto Municipal, Estadual ou Nacional; todos os dias em frente aos edifícios-sede dos Poderes Legislativo e Executivo do município, isolada em dias de expediente comum, e junto com as Bandeiras do Brasil e do Paraná em dias de festa.

### Meia-haste
Em funeral, para ser hasteada, levar-se-á ao tope do mastro, antes de abaixar-se à meia-haste, e será levantada de novo ao tope, antes de ser arriada, sempre que conduzir-se-á em marcha, indicar-se-á o luto por um laço de crepe preso juntamente à lança. O prefeito determinará o hasteamento da Bandeira de Piraí do Sul em funeral, não sendo possível, talvez, ocorrer em dias feriados.
Quando coloca-se a Bandeira de Piraí do Sul na superfície do caixão fúnebre de cidadão que tenha direito de ser homenageado, será colocada a tralha do lado da cabeça do falecido e a coroa mural do brasão à direita, devendo retirar-se a bandeira alguns segundos antes de ser sepultado o chefe morto do executivo municipal.

### Paradas, cerimônias e respeito à bandeira
Nos desfiles, a Bandeira de Piraí do Sul estará à disposição de uma guarda de honra, compondo-se de seis pessoas, presidida por uma porta-bandeira, seguindo-se a testa da coluna quando em isolamento, ou depois das Bandeiras do Brasil e do Paraná quando estas também durante a concorrência ao desfile. Nas instituições educacionais do município, deverá ser mantida a Bandeira de Morretes em lugar de honra, quando não hasteia-se, do mesmo modo em procedência com a Bandeira do Brasil ou do Paraná.
Proíbe-se explicitamente que a Bandeira de Piraí do Sul seja usada para servir como pano de mesa em solenidades, devendo ser obedecida a exposição da bandeira em ambientes fechados. Proíbe-se que seja hasteada a Bandeira de Piraí do Sul, em locais que os poderes competentes consideram inconvenientes.

### Eliminação
Quando a Bandeira de Piraí do Sul está em um estado danificado ou sujo, incinerar-se-á de acordo com o que dispõe o Artigo 32, da Lei Federal do Brasil 5700 de 1971, sendo o fato registrado no livro de competência.
Não incinerar-se-á, mas recolher-se-á ao Museu Histórico Municipal, o exemplar da Piraí do Sul, ao qual esteja ligado fato de relevante significação histórica do Município, como no caso da inauguração da primeira Bandeira de Piraí do Sul depois de ser instituída.